# イランにおける死刑
イランにおける死刑（イランにおけるしけい）では、イランにおける死刑について解説する。
イランはイスラム法に基づく厳しい死刑制度を維持している国であり、死刑執行数は2024年時点で中国に次いで多い。

## 概要
イランの創始者でありイスラム聖職者アーヤトッラールーホッラー・ホメイニーはイスラム教の棄教または改宗には死罪を適用するように主張した。
イランには「一般法廷」「革命法廷」「イスラーム法学者特別法廷」の三つの裁判がある。
「革命法廷」「イスラーム法学者特別法廷」の二つは一審制で上訴できない。
主に国家安全保障に関わる犯罪は「革命法廷」で裁かれ、宗教的な問題に関しては「イスラーム法学者特別法廷」で裁かれる。
中華人民共和国（少なくとも3,000人（2023年推定））に次いで、死刑執行（アムネスティ・インターナショナルによれば、2024年時点でイランでは少なくとも972人。日本は執行無し。）のペースが速いという。また、国際法違反に当たる公開処刑が2019年6月に少なくとも1件あり、2022年7月にも同年2月に警官を殺した罪で、シーラーズでクレーンでつるし上げての絞首刑が第三者に公開される形で行われた。
また、イランの正確な死刑執行数は、政府による死刑執行の過少報告と秘密裏に死刑執行が行われているため、不明である。しかしながら下表より、いくつかの人権団体により、イランの死刑執行数が推定されているが、前述の秘密裏に執行されている為、推定数より多くなる可能性がある。
| 死刑執行数の推計行った団体       | 2007 | 2008 | 2009 | 2010 | 2011 | 2012 | 2013 | 2014 | 2015  | 2016 |
| -------------------------------- | ---- | ---- | ---- | ---- | ---- | ---- | ---- | ---- | ----- | ---- |
| アムネスティ・インターナショナル | 335  | 346  | 388  | 252+ | 360+ | 314+ | 369+ | 289+ | 977+  | 567+ |
| イラン・ヒューマン・ライツ       | -    | 350+ | 402+ | 546+ | 676+ | 580+ | 687+ | 753+ | 972+  | 530+ |
| イラン人権文書センター           | -    | -    | -    | -    | 658+ | 518+ | 624+ | 721+ | 966+  | 259+ |
| Abdorrahman Boroumand財団        | -    | -    | -    | -    | -    | -    | 727  | 801  | 1,052 | 545  |
| イラン人権モニター               | -    | -    | -    | -    | -    | -    | -    | -    | -     | -    |
| 外務および英連邦・開発省         | -    | -    | -    | 650  | -    | -    | -    | -    | -     | -    |

| 死刑執行数の推計行った団体       | 2017 | 2018 | 2019 | 2020 | 2021 | 2022 | 2023 | 2024 |
| -------------------------------- | ---- | ---- | ---- | ---- | ---- | ---- | ---- | ---- |
| アムネスティ・インターナショナル | 507+ | 253+ | 251+ | 246+ | 314+ | 576+ | 853+ | 972+ |
| イラン・ヒューマン・ライツ       | 517+ | 273+ | 280+ | 267+ | 333+ | 582+ | 834+ | 975+ |
| イラン人権文書センター           | 524+ | 265+ | 267+ | 244+ | 310+ | -    | -    |      |
| Abdorrahman Boroumand財団        | 508+ | 249+ | 258+ | 248+ | 317+ | 579+ | 811+ | 942+ |
| イラン人権モニター               | -    | 285+ | 273+ | 255+ | 366+ | 578+ | 850+ | 993+ |

注
- 2016年のイラン人権文書センターの推定数は、上半期のみである。

## 未成年犯罪者

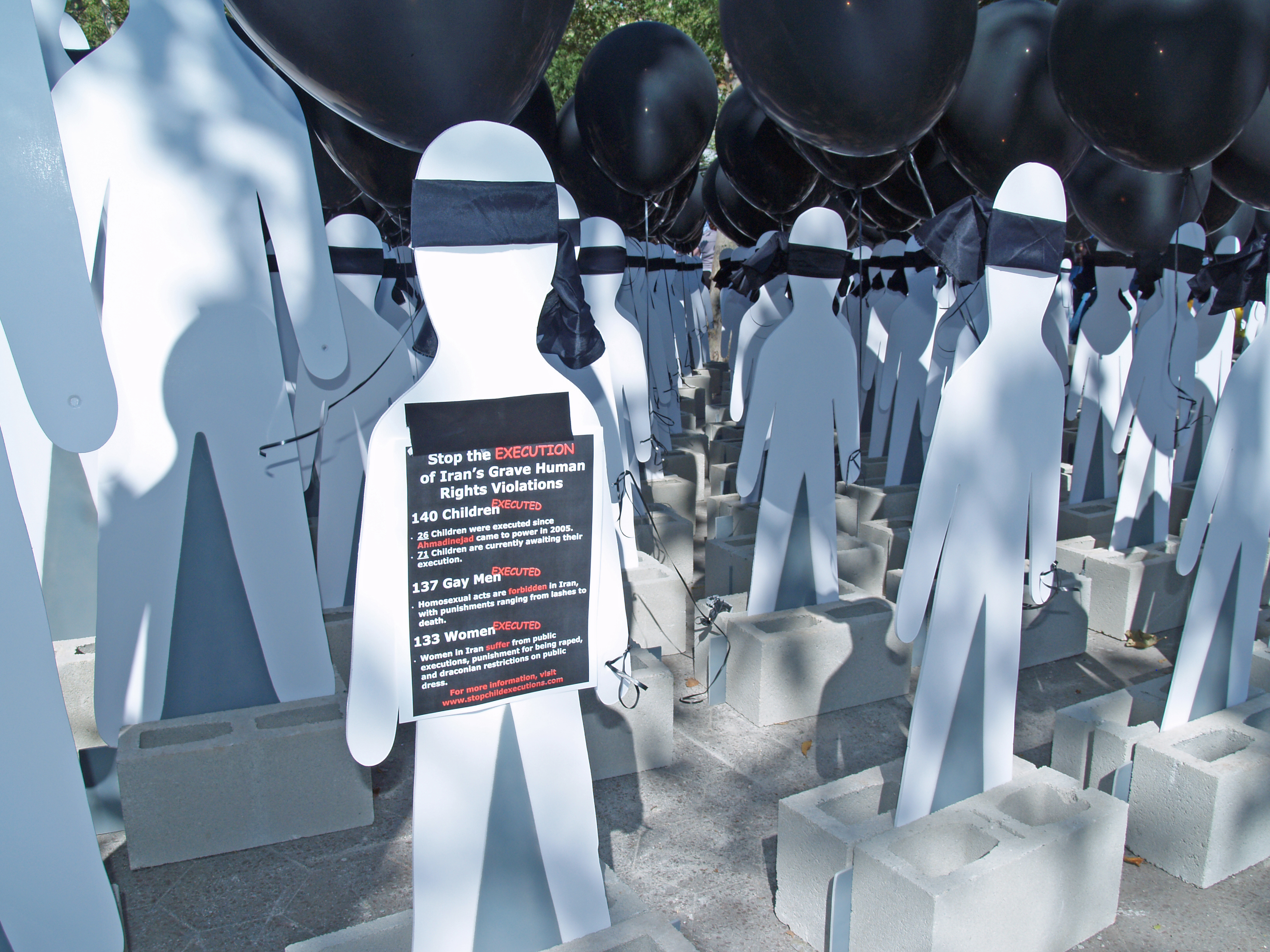
マフムード・アフマディーネジャードが理事会で演説したとき、国連本部の外で人権組織は多くの女性と子供と同性愛者の死刑囚の一覧を展示した

イランは、児童の権利に関する条約に調印しているため、18歳未満への死刑の適用を禁止する義務があるが、多くの子供たちに死刑が執行されている。
2008年に重罪犯人は18歳を過ぎたあと処刑を実行するだけであると断言した。
にもかかわらず、1990～2024年の間に、18歳未満の少年121人（2024年は4人執行）の死刑執行が報告されている。更に、2021年時点で18歳未満で犯したとされる罪で死刑を受けているイランの死刑囚は、少なくとも85人いた。
そして、死刑執行された少年死刑囚の中には、51歳男性に不同意性交されたにもかかわらず、「純潔に対する罪」で2004年8月15日、16歳少女がイランの公共広場でクレーンによる絞首刑に処せられた（男性の方は95回の鞭打ち刑で済んでいる。）。更に、他の少年を不同意性交した罪で19才男性が2016年7月18日に死刑執行されている。
また、冤罪による死刑判決が行われており、クルディスタン自由生活党と革命防衛隊の銃撃戦により、革命防衛隊のメンバーを死亡させたとして、神への敵意と地球を堕落させた罪で17歳少年を拷問にかけた上で自白を強要し、2012年1月に死刑判決を下している。
そして、国際批判をかわすために、不同意性交をした罪で17歳少年2人を逮捕した上で、鞭などの拷問をした上で、2017年4月25日に南部シラーズの刑務所で秘密裏に処刑された。

## 死刑が適用される犯罪
アムネスティ・インターナショナルによれば、イランで2023年に執行された少なくとも推計853人の死刑の内、最も多い罪状が薬物犯罪が481人（約56％）、次いで殺人の292人（約34％）であり、全体の約91%がこの2つの犯罪によって執行された。他は、モハレベ（神
への敵意）とモフセド・エ・フェル・アルズ（地上に堕落を広げる）で38人、不同意性交が22人であった。2024年においては、アムネスティ・インターナショナルによる推定死刑執行数の約52%（505人）が薬物犯罪であった。
背教罪
国教であるイスラム教シーア派とその下位に位置するとされるゾロアスター教、キリスト教、ユダヤ教が存在を認められている宗教でそれ以外の宗教は全て非合法とされている。邪教とされるバハイ教の信者は信者であるというだけで背教罪によって死刑になる。無神論者も同様に扱われる。
同性愛
イラン・イスラーム共和国憲法で正式に「ソドミー罪」を設けており、発覚した場合死刑である。
姦通罪（ズィナー）
石打ちによる死刑が行われている。
飲酒
飲酒による死刑の執行例は稀であるが、ほとんどの場合は鞭打ちの刑に科せられる。
麻薬犯罪
イランの麻薬取締法によれば、麻薬の所持は、2017年の法改正されるまで死刑または終身刑のみで罰せられる重罪であった。法改正後は、死刑が科される条件を以下の項目に制限して、それ以外のケースは最も重い刑罰が懲役30年となった。なお、改正前に麻薬関連犯罪ですでに死刑または終身刑を宣告された者（死刑は改正までに執行されない者）は、以下の条件に当てはまらない場合、最長30年の懲役と罰金に減刑された。
1. 被告人または犯罪の参加者の一人が、逮捕時に武器を所持していた場合。
2. 麻薬密売組織のリーダー
3. 麻薬密売に何らかの形で18歳未満の未成年者または精神障害者を麻薬犯罪に利用した罪で有罪判決を受けた者
4. 麻薬関連の犯罪で過去に死刑または懲役15年の判決を受けた者
5. ヘロイン、モルヒネ、コカイン、メタンフェタミン（覚醒剤）、LSDまたは類似の薬物を2kg以上をイランに密輸、取引、製造、配布および輸出すること。
6. 50000g / 50kg以上のアヘン、大麻樹脂（ハシシ）または大麻を密輸した場合。また、前述の薬物を50kg以上購入、所持、携行または隠匿し、三度有罪判決を受けた者は死刑である。

殺人
イランでは殺人罪はイスラム法によって裁かれる。イスラム法では殺人が故意の場合、遺族はキサース（同害復讐刑）とディーヤ（賠償金による和解）のどちらかを選択できる。過失致死の場合はキサースを求めることは出来ず、ディーヤしか求めることが出来ない。裁判官は多くの場合、ディーヤによる解決を選択するよう勧告する。クルアーンにはキサースよりもディーヤを奨励する文言が存在しているため、キサースによる処刑は少数派となっている。多くの場合はディーヤの支払いの機会を与えるために、死刑の執行は5年間猶予される。遺族がキサースを選択し処罰を求めた場合、「生命には生命」の復讐として死刑が執行される。なおディーヤで支払われる賠償金の基準は、イスラム法に基づきラクダ100頭の価格に相当する金額を毎年政府が定めている。また聖なる月として争いが禁じられているラマダーン月からムハッラム月の期間に殺人が行われた場合は賠償金が倍になる。イスラム教徒による非イスラム教徒に対するディーヤの金額は半額とされていたが、2004年の法改定により同じ金額に変更された。

## 執行方法
- 絞首刑
- 石打ち
- 斬首刑

## 死刑執行人
- 詳細不明